# Gastrodia arunachalensis
Gastrodia arunachalensis là một loài thực vật có hoa trong họ Lan. Loài này được S.N.Hegde & A.N.Rao mô tả khoa học đầu tiên năm 1985.